# Chudobínská borovice
Chudobínská borovice je solitérní strom druhu borovice lesní (Pinus sylvestris) nacházející se na skalnatém ostrohu levého břehu Vírské údolní nádrže u bývalé obce Chudobín v katastru obce Dalečín v okrese Žďár nad Sázavou, nad někdejším hamerským splavem. Strom byl znám již v dobách před napuštěním Vírské přehrady a stal se i častým objektem děl výtvarných umělců a fotografů. Jeho jméno je používáno i v zeměpisném názvu celé lokality – „U borovice“.
Podle dendrologického posudku vypracovaného doc. Ing. L. Úradníčkem, CSc. z Lesnické a dřevařské fakulty Mendelovy univerzity se její věk odhaduje na 300 až 350 roků. Strom je mechanicky stabilní a relativně zdravý, i když vykazuje známky snížené vitality způsobené dlouhodobým suchem a pravděpodobně též kolísáním vodní hladiny. Při maximálním vzdutí nádrže bývá totiž kořenový systém borovice zcela zatopen vodou, za nízkých vodních stavů naopak ční borovice více než 20 m nad hladinou přehrady.

## Strom roku
Strom byl v roce 2019 nominován do ankety Strom roku nadace Partnerství. Na základě veřejného hlasování, kterého se zúčastnilo na 16 000 lidí, se Chudobínská borovice stala v pořadí již 18. Stromem roku. Výsledky ankety byly vyhlášeny 3. října 2019 během slavnostního večera v brněnské hvězdárně a planetáriu. V roce 2020 se strom zúčastnil ankety Evropský strom roku. Získal 47 226 hlasů a umístil se na 1. místě. Výsledky ankety byly vyhlášeny 17. března 2020 v Bruselu.